# Cash (film, 2023)
 (août 2023).
La mise en forme du texte ne suit pas les recommandations de Wikipédia : il faut le « wikifier ».
Les points d'amélioration suivants sont les cas les plus fréquents. Le détail des points à revoir est peut-être précisé sur la page de discussion.
- Les titres sont pré-formatés par le logiciel. Ils ne sont ni en capitales, ni en gras.
- Le texte ne doit pas être écrit en capitales (les noms de famille non plus), ni en gras, ni en italique, ni en « petit »…
- Le gras n'est utilisé que pour surligner le titre de l'article dans l'introduction, une seule fois.
- L'italique est rarement utilisé : mots en langue étrangère, titres d'œuvres, noms de bateaux, etc.
- Les citations ne sont pas en italique mais en corps de texte normal. Elles sont entourées par des guillemets français : « et ».
- Les listes à puces sont à éviter, des paragraphes rédigés étant largement préférés. Les tableaux sont à réserver à la présentation de données structurées (résultats, etc.).
- Les appels de note de bas de page (petits chiffres en exposant, introduits par l'outil «  Source ») sont à placer entre la fin de phrase et le point final[comme ça].
- Les liens internes (vers d'autres articles de Wikipédia) sont à choisir avec parcimonie. Créez des liens vers des articles approfondissant le sujet. Les termes génériques sans rapport avec le sujet sont à éviter, ainsi que les répétitions de liens vers un même terme.
- Les liens externes sont à placer uniquement dans une section « Liens externes », à la fin de l'article. Ces liens sont à choisir avec parcimonie suivant les règles définies. Si un lien sert de source à l'article, son insertion dans le texte est à faire par les notes de bas de page.
- La présentation des références doit suivre les conventions bibliographiques. Il est recommandé d'utiliser les modèles {{Ouvrage}}, {{Chapitre}}, {{Article}}, {{Lien web}} et/ou {{Bibliographie}}. Le mode d'édition visuel peut mettre en forme automatiquement les références.
- Insérer une infobox (cadre d'informations à droite) n'est pas obligatoire pour parachever la mise en page.

Pour une aide détaillée, merci de consulter Aide:Wikification.
Si vous pensez que ces points ont été résolus, vous pouvez retirer ce bandeau et améliorer la mise en forme d'un autre article.
Pour les articles homonymes, voir Cash.
Pour plus de détails, voir Fiche technique et Distribution.
Cash est un film français écrit et réalisé par Jérémie Rozan, sorti en 2023.
Il figure dès sa sortie parmi les films les plus visionnés sur la plateforme Netflix.

## Synopsis
Déterminé à tirer profit de son travail ingrat, Daniel Sauveur, ouvrier d'une usine à Chartres, planifie un trafic des parfums de luxe de son employeur avec l'aide de son meilleur ami et de quelques collègues,.

## Fiche technique
- Titre : Cash
- Réalisation : Jérémie Rozan
- Scénario : Jérémie Rozan
- Musique : David Sztanke
- Photographie : Mathieu Plainfossé
- Montage : Virginie Bruant
- Production déléguée : Thibault Gast, Matthias Weber
- Société de distribution : Netflix
- Pays de production :  France
- Langue originale : français
- Genre : comédie dramatique
- Durée : 95 minutes
- Dates de sortie :
  - France : 6 juillet 2023 (Netflix)

## Distribution
- Raphaël Quenard : Daniel Sauveur
- Agathe Rousselle : Virginie
- Igor Gotesman : Scania
- Antoine Gouy : Patrick Breuil
- Youssef Hajdi : Ange
- Grégoire Colin : Brice Nougarolis
- Nina Meurisse : Béatrice Breuil
- Bruno Lochet : Tonton
- Laure Sirieix : la mère de Daniel
- Stéphan Wojtowicz : José Kowalski
- Slimane Dazi : Franck Schumi dit Schumi
- Irina Muluile : Yasmina
- Camille Solal : Fred Bosse dit Boss
- Jean Reynès : Jacques-Yves Rousseau (LVMH)

## Accueil critique
- « Cash sur Netflix : un rôle en or pour l’incontournable Raphaël Quenard » sur leparisien.fr
- “ Cash, sur Netflix : un film de braquage à la française où Raphaël Quenard rafle la mise » sur telerama.fr
- « Cash de Jérémie Rozan, la pépite de film de braquage à la française qui fait un carton sur Netflix » sur francetvinfo